# 찰리 부어먼
찰리 부어먼(Charley Boorman, 1966년 8월 23일 ~ )은 잉글랜드의 텔레비전 사회자, 여행 작가, 배우이다. 영화 감독 존 부어먼의 아들이다.

## 출연 작품
- 트래블러스 (2011)
- 롱 웨이 다운 (2007)
- 롱 웨이 라운드 (2004)
- 인 마이 컨트리 (2004)
- 나 세자르, 10살 반, 1미터 39 (2003)
- 더 벙커 (2001)
- 뱀의 키스 (1997)
- 비욘드 랭군 (1995)
- 픽처 위도우즈 (1994)
- 에메랄드 포리스트 (1985)
- 엑스칼리버 (1981)
- 서바이벌 게임 (1972)